# Ángelos Sikeliános
Ángelos Sikeliános (Grieks: Άγγελος Σικελιανός) (Lefkada, 15 maart 1884 - Athene, 19 juni 1951) een belangrijk Nieuwgrieks dichter, was een kleurrijke en zeer authentieke persoonlijkheid.

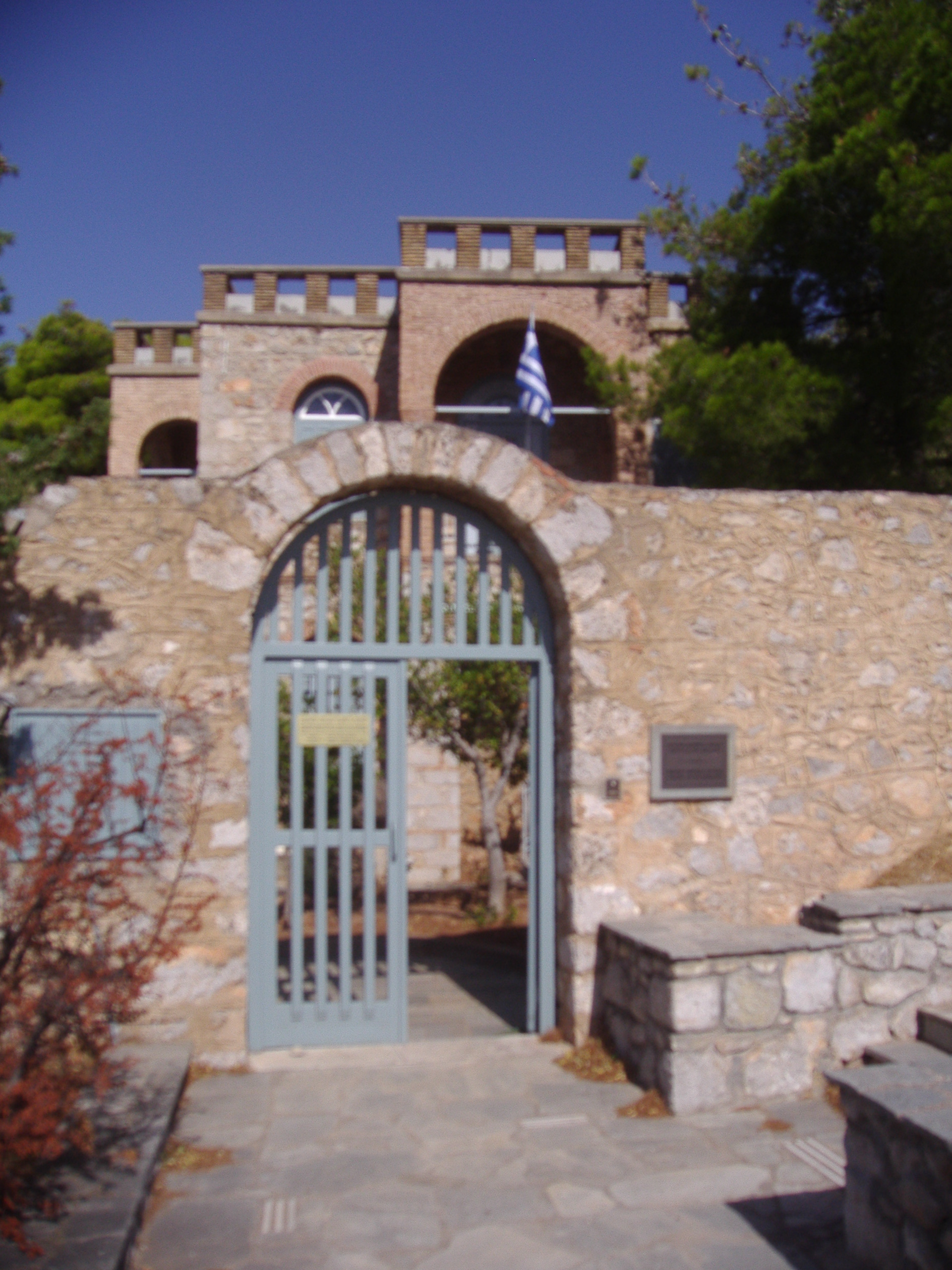
Woning van Ángelos Sikeliános

Hij was een moeilijke leerling op school en het geïnstitutionaliseerde onderwijs lag hem helemaal niet. Niettemin begon hij rechtenstudies maar behaalde nooit een diploma. In 1905 reisde hij naar Amerika waar hij Eva Palmer ontmoette, die zijn vrouw werd.
Een van zijn eerste werken, een lang autobiografisch gedicht (1906) met diepe wortels in de oud-Griekse traditie en spiritualiteit, weerspiegelt reeds zijn pantheïstische levensbeschouwing: hij voelt in de natuur een diepere zin en bepaalde krachten aan, welke voor gewone mensen verborgen blijven. Met T.S. Eliot deelde Sikelianos de pessimistische visie op de moderne wereld als een “Wasteland”.
Samen met zijn vrouw Eva ijverde hij in de jaren tussen 1920 en 1940 voor de realisatie van de “Delphische Gedachte”: de stichting te Delphi van een internationaal studiecentrum waar een selectie van jonge mensen principes van zuiver geestelijk leven zou leren, met de bedoeling eigentijdse problemen aan te pakken door middel van de waarden der antieke Griekse cultuur. Twee opvoeringen van Griekse tragedies, door hen te Delphi gerealiseerd, hebben de moderne opvattingen over het antieke toneel ingrijpend vernieuwd.
Enkele van zijn gedichten werden door Hans Warren en Mario Molegraaf in het Nederlands vertaald en onder de titel De heilige weg bibliofiel uitgegeven door De Regulierenpers (1986).
- Bibsys: 90575714
- Biblioteca Nacional de España: XX1121972
- Bibliothèque nationale de France: cb12003874x (data)
- CiNii: DA12558124
- Gemeinsame Normdatei: 119153157
- International Standard Name Identifier: 0000 0001 2132 685X
- Library of Congress Control Number: n79043954
- MusicBrainz: f098a719-3520-41af-90ca-fe838a64294b
- Nationale Bibliotheek van Tsjechië: mub20181001252
- Nationale bibliotheek van Australië: 35826441
- Nationale Bibliotheek van Israël: 987007434506105171
- Nationale Bibliotheek van Polen: a0000001085072
- Nederlandse Thesaurus van Auteursnamen: 067705693
- Istituto Centrale per il Catalogo Unico: CFIV060614
- SNAC: w6g77ppg
- Système universitaire de documentation: 028146220
- Trove: 1105257
- Virtual International Authority File: 301403589
- WorldCat: E39PBJfX3bq3pkMTTKMcm8Pfbd